# Sitio del Pueblo de Taos
El Sitio del Pueblo de Taos fue la batalla final durante la fase principal de la Revuelta de Taos, y la insurrección contra los Estados Unidos durante la Intervención estadounidense en México. También fue el mayor combate final entre las fuerzas estadounidenses y las fuerzas insurgentes en Nuevo México durante la guerra. Este sitio no debe ser confundido con el sitio de Puebla desde el 14 de septiembre hasta el 12 de octubre de 1847 en Puebla, en México.

## Antecedentes
En agosto de 1846, Nuevo México se rindió ante las fuerzas estadounidenses lideradas por Stephen Watts Kearny. Cuando Kearny marchó hacia California, el Coronel Sterling Price fue dejado al mando de las fuerzas estadounidenses en Nuevo México. En diciembre de 1846, Price se enteró de una revuelta mexicana en el territorio. Price encontró resistencia en Santa Cruz y en Embudo, más tarde se movió al Pueblo de Taos, centro de la actividad insurgente mientras otras fuerzas estadounidenses luchaban contra los mexicanos en Mora, en el lado este de las Montañas Sangre de Cristo.

## Asedio
El 3 de febrero, Price entró en Taos, donde encontró a los rebeldes bien atrincherados en el Pueblo nativo fortificado ("cerca del otro lado de la ciudad"). Price reunió una batería de artillería y empezó a sitiar el pueblo, con la esperanza de expulsar a los rebeldes y a sus aliados nativos. Su bombardeo de artillería hizo muy poco a las paredes de adobe porque el cañón estadounidense era muy pequeño. Rodeó por completo el pueblo al día siguiente, y Price decidió atacar en dos frentes, después de un largo ataque de artillería. Después del bombardeo, envió a la infantería y a la milicia, así como a los dragones luchando a pie; las fuerzas estadounidenses atraparon a la mayoría del pueblo así que los rebeldes se retiraron y buscaron refugio en una capilla, el corazón del pueblo fortificado. Sin embargo, una gran puerta de madera protegía la iglesia, la cual los estadounidenses intentaron abrir con hachas. La imposibilidad de crear una abertura por la fuerza les llevó a los estadounidenses a utilizar su mayor y más grande arma.
A las tres de la tarde, se llevó un cañón de seis libras a la línea del frente, cuando se encontraba a unos sesenta metros, el cañón abrió fuego contra la puerta que los estadounidenses habían intentado abrir. Se hizo un agujero y el cañón fue llevado adentro.

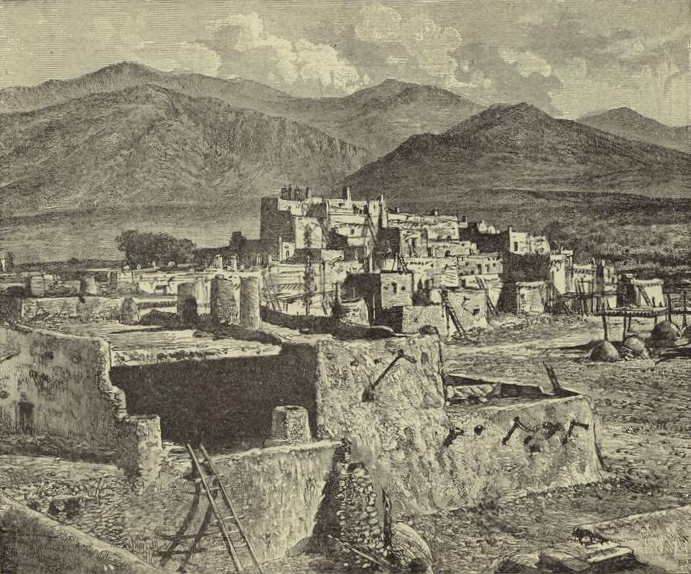
El Pueblo de Taos en una ilustración de 1893.

Esta vez en la abertura de la puerta, el arma estaba cargada con metralla y disparó a través del agujero a los mexicanos y a los nativos americanos. Incapaces de soportar el cañón, los rebeldes comenzaron una retirada desorganizada del pueblo como las fuerzas estadounidenses irrumpieron a través de la abertura. Los mexicanos se retiraron a las montañas cercanas y fueron perseguidos por los dragones y las milicias de St. Vrain que no dejaron que muchos de los insurgentes huyeran. La compañía perteneciente a la milicia de Ceran St. Vrain se acreditó las muertes de más de cincuenta mexicanos, indios pueblo y apaches, un total de 150 a 250 muertos o heridos en total según las distintas fuentes.

## Secuelas
La acción en el Pueblo de Taos puso fin al principal periodo de rebelión, unos meses más tarde estallaron más combates, dándose tres pequeños enfrentamientos. Son conocidos como Red River Canyon Affair (donde unos 500 insurgentes, entre mexicanos e indios, tendieron una emboscada a unos 200 soldados estadounidenses en marcha por un desfiladero llamado Red River Canyon. Los estadounidenses repelieron el ataque con mínimas bajas, y los rebeldes intentaron una nueva acometida al día siguiente, pero también fueron rechazados dejando al menos 17 muertos), Batalla de Las Vegas y Cienega Affair (donde unos 200 insurgentes de Nuevo México atacaron a una guarnición estadounidense en Cienega Creek, que se vio obligada a retirarse a las afueras. Los rebeldes localizaron su nueva posición y volvieron a atacar, entablándose así un combate del que los estadounidenses resultaron vencedores).  Estas tres escaramuzas acabaron con la muerte de nueve estadounidenses y un número desconocido de bajas mexicanas. Los dos principales instigadores de la rebelión, Pablo Montoya y Tomás Romero, fueron capturados en la lucha. Romero fue asesinado por un soldado americano llamado Fitzgerald en la celda de la prisión antes de ser llevado a juicio. Montoya fue declarado culpable de traición y ahorcado. Más tarde, los juicios dieron lugar a 21 ahorcamientos más.